# 秋元康事務所
株式会社秋元康事務所（あきもとやすしじむしょ）は、東京都千代田区紀尾井町にある芸能プロダクションである。

## 概要
作詞家・音楽プロデューサー・放送作家として活動する秋元康の所属先となっており、秋元康の事実上の個人事務所である。
デイリースポーツの記事においても、「音楽プロデューサーの秋元康氏の事務所」と表現されている。

## 定款上の目的
- テレビ番組、ラジオ番組、CM、映画及び舞台の企画・制作[1]
- コンパクト・ディスク、ビデオなどの原盤の企画・制作[1]
- 俳優、舞踊家、演奏家、歌手及び作家の養成、管理並びに出演の斡旋[1]
- 音楽ソフト、映像ソフト、ゲームソフトの企画、制作、製造、販売[1]
- 音楽著作物及び出版物の著作権、著作隣接権の管理[1]
- 音楽著作物の利用の開発[1]
- 広告、宣伝及び各種イベントの企画・制作[1]
- 新聞、雑誌、各種刊行物の編集・発行[1]
- 衣料品、装身具及び各種服飾用品の輸入、製造、販売[1]
- 食料品及び日用雑貨品の輸入、製造、販売[1]
- 喫茶店、スナック、レストラン等の経営[1]
- 不動産の売買、賃貸及び管理[1]
- 前各号に附帯する一切の業務[1]

## 関係する人物
- パイプドビッツが「AKB48選抜総選挙」の投票システム開発案件を受注した件について、ゴンドラ社長の古江恵治は、2010年にゴンドラの前身、パイプドビッツに入社する前に、「秋元康事務所とお付き合いがあり、取ることができた」と2022年12月、北海道新聞のインタビューに答えている。古江は「この仕事がなければ今の自分はなかったかもしれません」とも語っている[6]。
- 岩崎夏海は、秋元康事務所に入社し、放送作家としての活動を開始した。その後、秋元の付き人やAKB48のスタッフを経て、2007年12月に退社。2009年4月から吉田正樹事務所に所属し、作家としての活動を開始、同年12月に『もし高校野球の女子マネージャーがドラッカーの『マネジメント』を読んだら』を発表し、ベストセラーを記録した[5]。

## 特許
「新しい恋愛ゲームを実現する」という特許が、秋元康事務所によって出願され、有効な特許として登録されている。